# トウマアパレル
株式会社トウマアパレルは、奈良県葛城市にある企業。子供服の製造、販売を手がける。協同組合関西ファッション連合 (KanFA) に所属している。

## 概要
奈良県葛城市東室98番地の1に本社を置く。
ベビー服、子供服を中心としたアパレル全般の製造、卸販売を行う。
「ラズタイ」、「R-ELEMENTAL CHILD」、「BEAT SCRAP!」、「Anjereta」ブランドを展開している。
1980年9月創業。1991年6月株式会社設立。1998年7月、現在の本社工場を建設、移転した。当時は北葛城郡新庄町だったが、當麻町との合併により葛城市となっている。
社内に貿易部門があり、生産拠点がある中華人民共和国から輸入し、西松屋、しまむら、阪急百貨店といった取引先に卸売を行う。また、インターネット上の通販サイトの楽天市場に「Ashberry」（アッシュベリー）を開設し、個人客向けの通信販売も行っている。

## 事業所
- 本社：奈良県葛城市東室98-1
- 東京支店：東京都中央区日本橋堀留町2-2-8 トウマビル5F
- 大阪支店：大阪府大阪市中央区南本町1-3-21 トウマビル3F